# Pantaleón Boné
Pantaleón Boné (Candasnos, Huesca - Alicante, 8 de marzo de 1844) fue un militar español del siglo XIX. Fue coronel de caballería y comandante de carabineros. Fue el cabecilla de la sublevación conocida por su nombre en la que liberales progresistas exigieron una serie de mejoras políticas, económicas y sociales frente al gobierno moderado de González Bravo, nominado por el General Narváez.